# Santiago (Schiff)
Die Santiago war eine spanische Karavelle. Sie war Teil der Flotte, mit der Ferdinand Magellan seine Weltumseglung versuchte. Sie wurde, nach einem Jahr Bauzeit, am 2. April 1508 in einer spanischen Werft fertiggestellt und hatte eine Wasserverdrängung von ca. 60 Tonnen. Die Besatzung war 32 Mann stark. Die Santiago war die einzige Karavelle der Flotte und besser für die Erkundung von Küsten und Flussläufen geeignet als die größeren und behäbigen Karacken. Die Santiago segelte unter dem Kommando von Juan Rodriguez Serrano, der im Frühjahr 1520 auf Befehl Magellans die südöstliche Küste Argentiniens erkunden sollte. Auf dieser Erkundungsfahrt sank die Santiago und Serrano musste sich über Land zurück zum Lager durchschlagen.